# 和平博物馆

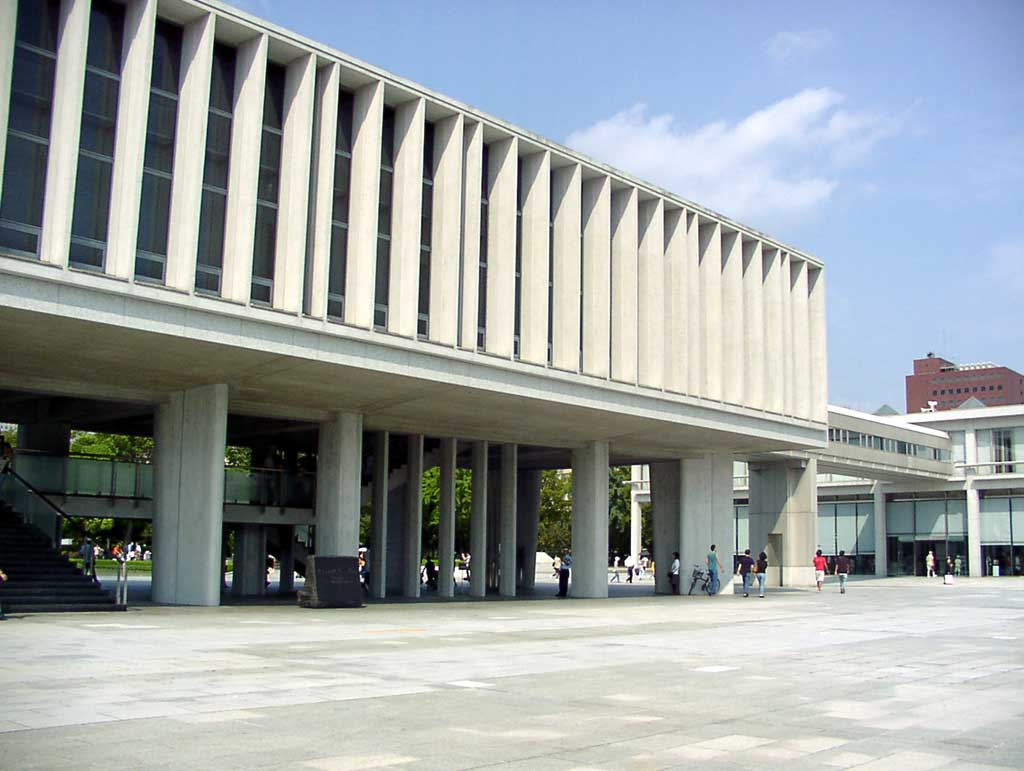
日本广岛和平紀念資料館。

和平博物馆为记录历史和平倡议而建，许多和平博物馆还为非暴力冲突的解决提供宣传方案。

## 世界部分和平博物馆
- 美国密蘇里州独立城基督社区礼堂
- 日本廣島市和平纪念公园内和平紀念資料館
- 日本长崎市原爆资料馆
- 挪威奥斯陆诺贝尔研究所